# Canal+ (opérateur de télévision espagnol)
Canal+ était une marque commerciale d'un bouquet espagnol de chaînes à péage par satellite qui a été connue jusqu'au 17 octobre 2011 sous le nom Digital+.
L'offre commerciale comprend une variété de chaînes nationales mais également un choix de chaînes internationales.

## Histoire
La société éponyme est une filiale de la société Prisa TV.
Créée le 21 juillet 2003, elle résulte d'une fusion entre les opérateurs Via Digital (groupe Telefónica) et Canal Satélite Digital (groupe Canal+).
En février 2013, un possible rachat est évoqué pour sauver l'opérateur des banques, étant fortement fragilisé. Le groupe Telefónica propose alors à Prisa TV de racheter l'opérateur.
Le 8 juillet 2015, Telefónica, nouveau propriétaire de Canal+, fusionne le bouquet satellitaire avec son offre ADSL dénommée Movistar TV. Le résultat de la fusion est le bouquet Movistar+, accessible via le satellite et l'IPTV. À cette occasion, la chaine Canal+ 1 reprend le nom Canal+ comme avant 2011, et fait l'objet d'un reformatage, tout comme certaines de ses chaines sœurs (d'autres chaines, Canal+ 2 et Canal+ Liga de Campeones ont été supprimées à l'occasion de la fusion).

### Identité visuelle (logo)

Logo de Digital+ du 21 juillet 2003 au 17 octobre 2011.
Logo du 17 octobre 2011 au 8 juillet 2015.

## Diffusion
Canal+ exploite les satellites Astra 1 (19,2° Est) et Hispasat (30° Ouest).

## Liste des chaînes de Canal+
Panorama des chaînes du bouquet satellite Canal+, classées par ordre numérique :